# Tithonus
«Tithonus» es el décimo episodio de la sexta temporada de la serie de televisión estadounidense de ciencia ficción The X-Files. Se estrenó en la cadena Fox el 24 de enero de 1999. El episodio fue escrito por Vince Gilligan y dirigido por Michael W. Watkins. El episodio es una historia del «monstruo de la semana», desconectada de la mitología más amplia de la serie. «Tithonus» obtuvo una calificación Nielsen de 9,2, siendo visto por 15,90 millones de personas en su transmisión inicial. El episodio recibió críticas positivas.
El programa se centra en los agentes especiales del FBI Fox Mulder (David Duchovny) y Dana Scully (Gillian Anderson) que trabajan en casos relacionados con lo paranormal, llamados expedientes X. Mulder cree en lo paranormal, mientras que la escéptica Scully ha sido asignada para desacreditar su trabajo. En este episodio, Scully se entera de que ella, pero no Mulder, tiene la oportunidad de demostrar su valía en el FBI y, junto con un nuevo socio, investiga a un fotógrafo de la escena del crimen con una extraña habilidad para llegar justo a tiempo para ver los últimos momentos de sus víctimas. Lo que ella no espera, sin embargo, es que la Muerte desempeñe un papel él mismo.
Vince Gilligan escribió «Tithonus» en un intento de crear una historia en la que la inmortalidad se presente como algo aterrador. El episodio se basó en tres historias diferentes: Arthur Fellig, el mito griego de Titono y la epidemia de fiebre amarilla en el siglo XIX. Además, varias de las escenas fueron filmadas en los platós de NYPD Blue, cuyos platós estaban ubicados justo enfrente de los estudios de The X-Files. El personaje de Alfred Fellig en «Tithonus» se ha comparado temáticamente con el Titono del monólogo dramático de Lord Tennyson del mismo nombre. Además, en la octava temporada se revisaron los temas de la inmortalidad y el escape de la muerte en el episodio «The Gift».

## Argumento
En la ciudad de Nueva York, un hombre con una cámara sigue a una mujer desde un ascensor a través de un pasillo hasta otro ascensor, donde todas las personas parecen grises. Se baja en un piso antes que la mujer y baja corriendo las escaleras. Las luces parpadean y el cable del ascensor se rompe. Cuando el hombre llega al sótano, el ascensor choca y la puerta se abre para revelar la muñeca de la mujer, cubierta de sangre. El hombre comienza a tomar fotos. Más tarde, en Washington D. C., el subdirector del FBI Alvin Kersh (James Pickens Jr.) asigna a Dana Scully (Gillian Anderson), junto con el agente Peyton Ritter de Nueva York, al caso. El compañero de Scully, Fox Mulder (David Duchovny) mira el material en el escritorio de Scully y señala que el caso parece un expediente X, y que Kersh obviamente los está dividiendo.
Scully y Ritter pronto descubren que su principal sospechoso, Alfred Fellig, que ha trabajado como fotógrafo de la policía desde 1964, no ha envejecido en absoluto en ninguna de las fotos oficiales de sus solicitudes de renovación. En otra parte de la ciudad, Fellig ve a un criminal matar a un joven por sus zapatillas. Cuando se acerca para tomar fotos del joven moribundo, el asesino regresa y apuñala repetidamente a Fellig, pero este se saca el cuchillo de la espalda y se aleja. Scully y Ritter se enteran del crimen y del hecho de que las huellas de Fellig están en el cuchillo. Ritter exige saber cómo Fellig siempre parece estar presente cuando la gente muere, pero Scully se da cuenta de que el hombre siente dolor y le pregunta si resultó herido en el ataque que Fellig dice que simplemente observó. Cuando ve las heridas en su espalda, lo envía al hospital, para disgusto de Ritter. Ritter le recuerda a Scully que están tratando de acusar de asesinato a Fellig, y que no debe irse.
Ritter deja a Scully vigilando el apartamento de Fellig, pero Scully se pone nerviosa cuando ve a Fellig tomando fotos de ella por la ventana y golpea la puerta, exigiendo saber cómo tomó fotos en la escena del crimen antes de que la policía supiera que se había cometido el crimen. Él la invita a dar un paseo con él para poder mostrárselo. Después de conducir, ve a una prostituta que le parece gris. Fellig le dice a Scully que la mujer morirá muy pronto. Un proxeneta se acerca a la mujer y comienza a acosarla. Scully salta del auto con su arma, anuncia que es una agente del FBI y esposa al proxeneta, pero cuando la prostituta intenta huir, es atropellada por un camión y muere.
Scully va a advertir a Fellig que está a punto de ser acusado de asesinato y lo acusa de beneficiarse de la muerte de personas. En su cuarto oscuro, Fellig le muestra a Scully una foto de una mujer muerta con una extraña forma borrosa alrededor de su cabeza, que según el fotógrafo es la Muerte. Cuando se le pregunta por qué se molesta en intentar fotografiar a la Muerte, Fellig dice que es para poder mirar a la Muerte a la cara y finalmente morir. Afirma tener 149 años y dice que no puede suicidarse. Scully señala que a la mayoría de la gente le gustaría vivir para siempre, pero Fellig dice que ha experimentado todo y que incluso el amor no dura para siempre. De repente, se da cuenta de que Scully es gris y dice: «Cuenta tus bendiciones». Cuando ella pregunta sobre la ciencia de su inmortalidad, él dice que estaba destinado a morir de fiebre amarilla, pero se negó a mirar a la Muerte a la cara, por lo que la Muerte se llevó a la amable enfermera que lo había cuidado. Fellig toma una foto justo cuando entra Ritter y dispara. La bala pasa a través de la cámara y a través de Fellig hacia Scully, quien se derrumba. Mientras Ritter se apresura a llamar a una ambulancia, Fellig le pregunta a Scully si vio a la Muerte y le ruega que cierre los ojos. Él cubre su mano con la suya. El color vuelve a la mano de Scully mientras que la de Fellig se vuelve gris. Mirando hacia arriba, muere.
En el hospital, Mulder observa a través de una ventana cómo Ritter se disculpa con Scully y luego le dice a Ritter que es un hombre afortunado (porque Scully sobrevivió). Al entrar en la habitación, Mulder le informa a Scully que Fellig murió de una sola herida de bala, mientras que los médicos están asombrados por su rápida recuperación.

## Producción

### Escritura

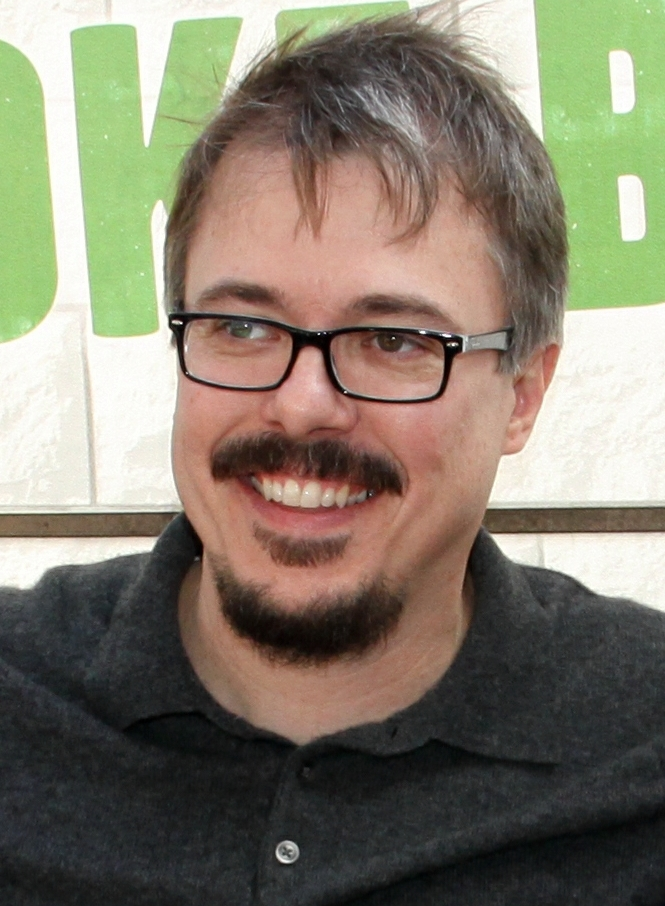
«Tithonus» fue escrito por Vince Gilligan.

Los escritores habían discutido una historia de X-Files sobre la inmortalidad durante varios años, pero siempre lucharon por hacer que el concepto fuera «aterrador». Frank Spotnitz, el productor ejecutivo del programa, afirmó que el avance se produjo cuando comenzaron a contemplar la idea de un fotógrafo inmortal que intentara atrapar a la Muerte para que pudiera morir. Vince Gilligan fue asignado para delinear y escribir «Tithonus», y se inspiró en tres aspectos distintos de la historia y el mito. El primero de ellos fue la historia de Arthur «Weegee» Fellig, un famoso fotógrafo, cuyo nombre sirvió de inspiración para Alfred Fellig. La segunda fue la epidemia de fiebre amarilla de Nueva York en el siglo XIX. La tercera y más fantástica inspiración fue el mito griego de Titono (al que alude el título de este episodio), que era hijo de Céfalo y amante de Eos, Diosa del Alba. Más tarde, Eos lo secuestró para que fuera su amante y le pidió a Zeus que lo hiciera inmortal. Eos, sin embargo, se olvidó de pedir que la eterna juventud acompañara a la vida eterna, lo que resultó en que Titono viviera para siempre pero degenerara en una cáscara de hombre.
El episodio no fue el primero de X-Files en hacer referencia a la inmortalidad. El episodio de la tercera temporada «Clyde Bruckman's Final Repose» presentó a Scully cuando el personaje titular le dijo que no moriría. Este episodio fue el comienzo de un arco narrativo menos conocido que originalmente se suponía que revelaría que Scully era inmortal. La trama secundaria, popular entre los fanáticos en Internet, fue verificada por Spotnitz. Sin embargo, Spotnitz admitió más tarde que esta trama secundaria estaba respaldada por «Tithonus», una solución que Spotnitz llamó más tarde «muy satisfactoria».

### Rodaje y efectos
Si bien las primeras cinco temporadas de la serie se filmaron principalmente en Vancouver, Columbia Británica, la producción de la sexta temporada del programa se realizó en Los Ángeles, California. Varias de las escenas de «Tithonus» se rodaron en el estudio de sonido de NYPD Blue, un programa de ABC cuyos decorados estaban justo enfrente de los estudios Fox.
Todas las cámaras de Fellig fueron tomadas prestadas del Museo de Fotografía de la Universidad de California, y muchas de las fotografías fueron utilizadas por cortesía de la agencia de licencias y publicidad con sede en Los Ángeles, Corbis. El personal de producción de The X-Files se encargó no solo de crear las fotografías que toma Fellig, sino también de asegurarse de que cada una pareciera pertenecer a un período de tiempo discreto. Tom Day, el maestro de propiedades del episodio, investigó «tipos de letra populares del gobierno y tecnologías de impresión» para hacer que las imágenes fueran lo más históricamente precisas posible.
El episodio contó con varios efectos especiales. Las heridas de arma blanca que estaban en la espalda de Fellig se construyeron en «tamaños graduados con precisión» para mostrar los poderes curativos de Fellig. La jefa del departamento de maquillaje, Cheri Montesanto-Mecalf, aplicó las heridas falsas en la espalda de Lewis. Según se informa, el efecto que causó la mayoría de los dolores de cabeza fue convertir figuras selectas en fotos en blanco y negro. El productor de efectos visuales Bill Millar señaló que el proceso fue «muy similar al que se usó para destrozar todas esas películas antiguas coloreándolas. De hecho, es básicamente lo mismo, solo que al revés». El proceso «minucioso» implicó delinear lo que necesitaba ser decolorado. Luego, un programa de computadora completó el trabajo. Millar había utilizado previamente la técnica en la serie Nightmare Cafe de NBC en 1992, así como en la película Pleasantville de 1998.

## Temas

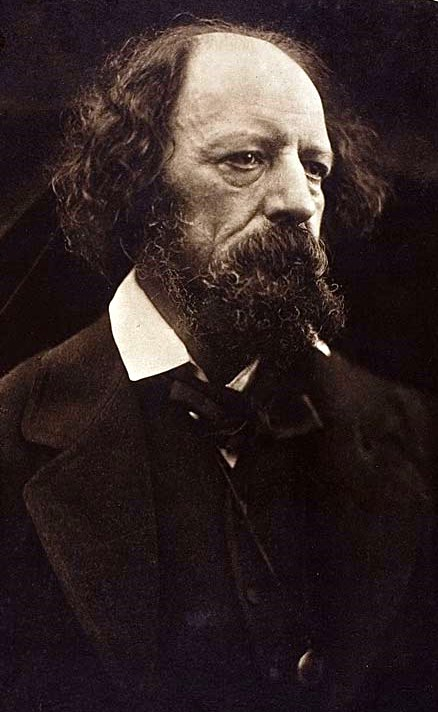
Alfred Fellig ha sido comparado temáticamente con el Titono en el monólogo dramático de Lord Tennyson del mismo nombre.

Además de una referencia directa al personaje mitológico titular, Matthew VanWinkle, en el capítulo «Tennyson's “Tithonus” and the Exhaustion of Survival in The X-Files», del libro The X-Files and Literature: Unweaving the Story, Unraveling the Lie to Find the Truth, argumenta que el episodio tiene un parecido sorprendente con el monólogo dramático de Lord Tennyson «Titono». En el poema, una línea dice «¡Ay! Para esta sombra gris, una vez un hombre». VanWinkle argumenta que en el episodio de The X-Files, esta línea es paralela a la tendencia de Alfred Fellig de ver a los que están a punto de morir en una visión monocromática. Además, tanto el poema como el episodio enfatizan que la muerte no es atractiva porque es simplemente «un medio para un fin». Más bien, debe buscarse porque «es el evento que más nos une con otros humanos».
VanWinkle comparó y contrastó a Fellig con Eugene Victor Tooms, de los episodios de la primera temporada «Squeeze» y «Tooms», y John Barnett, de la entrada de la misma temporada «Young at Heart». Si bien los tres son similares en el sentido de que han obtenido, en mayor o menor medida, elementos de inmortalidad, Tooms se diferencia de Fellig porque es un «depredador monstruoso», y Barnett se diferencia de Fellig porque es un mero sociópata. Fellig, sin embargo, es el único personaje, de los tres, que posee la verdadera inmortalidad. Además, está separado de Tooms y Barnett debido a su claro odio por su habilidad; no quiso ser inmortal; más bien, se le impuso. VanWinkle también señala que Fellig es, además, diferente del Titono de Tennyson porque este último buscaba activamente la inmortalidad, debido al defecto de la arrogancia o el orgullo extremo, para parecerse más a un dios.
En el episodio, VanWinkle establece paralelismos entre Scully y la amante de Tithonus, Aurora. Al final, ambos «continuarán [su] cargo final e invariable», en el caso del primero, investigando delitos, y en el caso del segundo, levantando el alba. Los temas de la inmortalidad y el escape de la muerte fueron revisados más tarde en el episodio de la octava temporada «The Gift». En el episodio, el agente John Doggett, interpretado por Robert Patrick, busca pistas tras la abducción de Mulder. Sin Scully, viaja a Pensilvania y busca a un devorador de almas: un ser que puede consumir las heridas de otra persona. Al final, Doggett recibe un disparo mortal y el devorador de almas, deseando morir, consume la muerte de Doggett. VanWinkle argumenta que este episodio sirve como un paralelo directo a «Tithonus», aunque cambia significativamente la perspectiva.

## Emisión y recepción
«Tithonus» se emitió por primera vez en los Estados Unidos el 24 de enero de 1999. Este episodio obtuvo una calificación Nielsen de 9,2, con una participación de 13, lo que significa que aproximadamente el 9,2 por ciento de todos los hogares equipados con televisión y el 13 por ciento de los hogares viendo televisión, sintonizaron el episodio. Fue visto por 15,90 millones de espectadores. Fox promocionó el episodio con el lema «Cuando la muerte te mira a la cara ... estás muerto. Esta noche, Scully tiene una buena mirada».
El episodio recibió críticas en gran parte positivas. Zack Handlen de The A.V. Club escribió positivamente sobre el episodio y le otorgó una calificación de «A». Señaló las similitudes de las entradas con «Clyde Bruckman's Final Repose», señalando que ambos tratan de hombres «que [saben] demasiado sobre la muerte por [su] propio bien». También elogió la caracterización de Scully y Fellig; señaló que la primera es «sensata» y optimista, mientras que el segundo es un «hombre espeluznante» que está celoso de aquellos que son capaces de morir. Handlen concluyó que el episodio «no se desarrolla como un episodio clásico de monstruos, se siente como uno». Tom Kessenich, en su libro Examinations: An Unauthorized Look at Seasons 6–9 of the X-Files escribió positivamente sobre el episodio, comparándolo favorablemente con «Clyde Bruckman's Final Repose». Escribió, «Si la imitación es la forma más alta de adulación, ¿qué es una rama fascinante de una encarnación anterior? Yo diría que se parece mucho a la última entrada en la temporada 6 de The X-Files. El atractivo “Tithonus”».
Robert Shearman y Lars Pearson, en su libro Wanting to Believe: A Critical Guide to The X-Files, Millennium & The Lone Gunmen, calificaron el episodio con cinco estrellas de cinco, haciendo comparaciones con «Clyde Bruckman's Final Repose», pero señalando que el primero tiene «un sabor propio». Shearman y Pearson elogiaron la interpretación de Geoffrey Lewis de Fellig y describieron a «Tithonus» como «extraño, escalofriante y, sin embargo, extrañamente reconfortante». Paula Vitaris de Cinefantastique le dio al episodio una crítica mixta a positiva y le otorgó dos estrellas y media de cuatro. Vitaris escribió que el episodio tuvo una «sensación excelente». Además, Vitaris, a pesar de criticar levemente la actuación «cansada» de Gillian Anderson durante la mayor parte del episodio, calificó la actuación de Anderson en la escena en la que le disparan a Scully como «excelente», citando su «asombro y casi parálisis» como razones por las que la escena fue una éxito. El personaje de Alfred Fellig también ha atraído elogios positivos de la crítica. UGO Networks lo incluyó entre los mejores monstruos de la semana en The X-Files.